# Apiocera latipennis
Apiocera latipennis är en tvåvingeart som beskrevs av Paramonov 1953. Apiocera latipennis ingår i släktet Apiocera och familjen Apioceridae. Inga underarter finns listade i Catalogue of Life.